# Хагивара, Микико
 Микико Хагивара (яп. 萩原 美樹子 Хагивара Микико) (род. 17 апреля 1970, Фукусима, префектура Фукусима, Япония) — японская баскетболистка, первая представительница Японии, выступавшая в женской НБА.

## Биография
Микико Хагивара баскетболом стала заниматься в школе города Фукусима. В 1989 году подписывает первый профессиональный контракт с командой нефтяной компании «Japan Energy» из Касивы, затем выступает за «Тоёко Токояма» (префектура Миядзаки). С 1993 года в течение 4-х лет признавалась лучшим снайпером японской женской баскетбольной лиги (WJBL).
В 1997 году Микико попала на драфт ВНБА, где была выбрана командой «Сакраменто Монархс». В том же году состоялся её дебют в первом розыгрыше заокеанской лиги. Отыграв 14 матчей (3,1 очко в среднем за матч, 0,6 подборов, 0,7 передач), Хагивара в середине сезона переходит в «Финикс Меркури», с которым играла в полуфинале плей-офф ВНБА. Итоги выступления — 12 игр, 2,8 очка, 1,2 подбора, 0,8 передач. В следующем сезоне 1998 года японка отыграла лишь 10 матчей, при этом набирала 2,2 очка в среднем за матч, делала 0,2 подбора и 0,3 передачи. Затем она вернулась на родину, где впоследствии закончила карьеру игрока.
За сборную Японии Микико Хагивара выступала на трёх чемпионатах мира (1990, 1994 и 1998), участница Олимпиады — 1996 в Атланте. Причём на трёх турнирах, начиная с 1994 года, она неизменно набирала больше всех очков в команде. В 2004 году была помощницей главного тренера сборной Японии на Олимпийских играх в Афинах.
После завершения карьеры баскетболистки окончила обучение в университете Васэда, где стала тренировать женскую студенческую команду. В 2013 году на Универсиаде в Казани Микико Хагивара была главным тренером сборной Японии.

## Достижения
- Победитель Азиатских игр: 1998
- Серебряный призёр Азиатских игр: 1994
- Серебряный призёр чемпионата Азии: 1997, 1999, 2001
- Бронзовый призёр чемпионата Азии: 1990, 1992, 1994, 1995